# Nicholas Bubwith
Pour l’article homonyme, voir Bubwith.
Nicholas Bubwith (1355-1424) est un homme d'État anglais et évêque de Bath et Wells.

## Histoire
Né en 1355, Nicholas Bubwith est nommé lord du Sceau Privé le 2 mars 1405. Il occupe cette fonction jusqu'au 4 octobre 1406. Il est ensuite nommé Lord Trésorier du 15 avril 1407 au 14 juillet 1408.
Bubwith est choisi comme évêque de Londres, le 14 mai 1406 et il est consacré le 26 septembre 1406. Bubwith est ensuite transféré au siège de Salisbury, le 22 juin 1407 puis nommé évêque de Bath et Wells le 7 octobre 1407.
Nicholas Bubwith assiste au concile de Constance et favorise l’élection du pape Martin V. Dans son diocèse de Wells, il fait construire la tour nord de la façade ouest de la cathédrale et fonde un hospice. Nicholas Bubwith décède le 27 octobre 1424.